# Maria Pilar od św. Franciszka Borgiasza Martínez Garcia
Maria Pilar od św. Franciszka Borgiasza, hiszp. María Pilar Martinez García, właśc. Jacoba García Martínez (ur. 30 grudnia 1877 w Tarazonie, zm. 24 lipca 1936 w Guadalajarze) – karmelitanka bosa (OCD), męczennica chrześcijańska i błogosławiona Kościoła rzymskokatolickiego.
Urodziła się 30 grudnia 1877 roku w wielodzietnej rodzinie Gabina i Aloizy, jako Jakuba. Wstąpiła do klasztoru Karmelitów Bosych w Guadalajarze, przyjmując imię Marii Pilar od św. Franciszka Borgiasza. Gdy doszło do wybuchu wojny domowej, w dniu 24 lipca 1936 roku, wraz z dwiema siostrami poszła szukać schronienia. Wtedy została zastrzelona na ulicy razem z Marią Angeles od św. Józefa Valtierra Tordesillas i Teresą od Dzieciątka Jezus i św. Krzyża, przez milicjantów ludowych. Zginęły z nienawiści do wiary (łac) odium fidei bowiem będąc zakonnicami klauzurowymi nie miały związku z polityką. Maria Pilar od św. Franciszka Borgiasza została zastrzelona jako druga, a historię męczeństwa zakonnic spisała ówczesna przełożona karmelu w Guadalajarze.
29 marca 1987 roku papież Jan Paweł II dokonał ich beatyfikacji.